# 足鹿覚
足鹿 覚（足鹿 覺、あしか かく、1904年（明治37年）12月28日 – 1988年（昭和63年）5月16日）は、日本の政治家。衆議院議員、参議院議員。全日本農民組合連合会長。

## 経歴

### 生い立ち
鳥取県米子市出身。
生家は半農半漁で家計は苦しく、そうした環境が彼に労働者としての自覚を促した。

### 農民運動
東京帝国大学セツルメント労働学校を終えた後、帰郷して農民運動をする。1926年（大正15年）労働農民党の創立に参加し、労働組合運動にも参加。

### 政治家として
1931年（昭和6年）米子市会議員、1935年（昭和10年）鳥取県会議員を経て、戦後は日本社会党に入り、1949年（昭和24年）から衆議院議員に7期当選。1968年（昭和43年）から参議院議員1期。農政を中心とする思想・見識は国民の共感を得た。
1955年（昭和30年）秋、ソ連訪問、欧州各国を視察、1957年（昭和32年）日本農業技術団副団長として新中国を訪問、両国の国交調整を図った
1975年（昭和50年）から1984年（昭和59年）まで全日農会長をつとめた。
1977年（昭和52年）11月の秋の叙勲で勲二等に叙され、旭日重光章を受章する。
1988年（昭和63年）5月16日、死去した。83歳没。同月20日、特旨を以て位記を追賜され、死没日付をもって従三位に叙された。

## 人物
趣味は盆栽、釣り。

## 栄典
- 勲二等旭日重光章（1977年）[2]
- 従三位（1988年）
- 米子市名誉市民[2]。